# Strimmig uppnäbb
Strimmig uppnäbb (Xenops rutilans) är en fågel i familjen ugnfåglar inom ordningen tättingar.

## Utbredning och systematik
Strimmig uppnäbb delas in i elva underarter med följande utbredning:
- Xenops rutilans septentrionalis – förekommer i högländer i Costa Rica och västra Panama
- Xenops rutilans heterurus – östra Panama, nordöstra Ecuador och Venezuela; även Trinidad
- Xenops rutilans incomptus – östra Panama (Darién)
- Xenops rutilans perijanus – Sierra de Perija (på gränsen mellan Colombia och Venezuela)
- Xenops rutilans phelpsi – Sierra Nevada de Santa Marta (nordöstra Colombia)
- Xenops rutilans guayae – tropiska västra Ecuador och nordvästligaste Peru (Piura)
- Xenops rutilans peruvianus – tropiska östra Ecuador och östra Peru
- Xenops rutilans purusianus – Brasilien söder om Amazonfloden (Rio Purus, Madeira och Tapajós)
- Xenops rutilans connectens – östra Bolivia och nordvästra Argentina
- Xenops rutilans chapadensis – sydvästra Brasilien (Mato Grosso) och norra Bolivia (Río Beni)
- Xenops rutilans rutilans – sydöstra Brasilien till östra Paraguay och nordöstra Argentina

## Status
Arten har ett stort utbredningsområde och beståndet anses vara stabilt. Internationella naturvårdsunionen IUCN listar den därför som livskraftig (LC). Beståndet uppskattas till i storleksordningen fem till 50 miljoner vuxna individer.

## Bilder

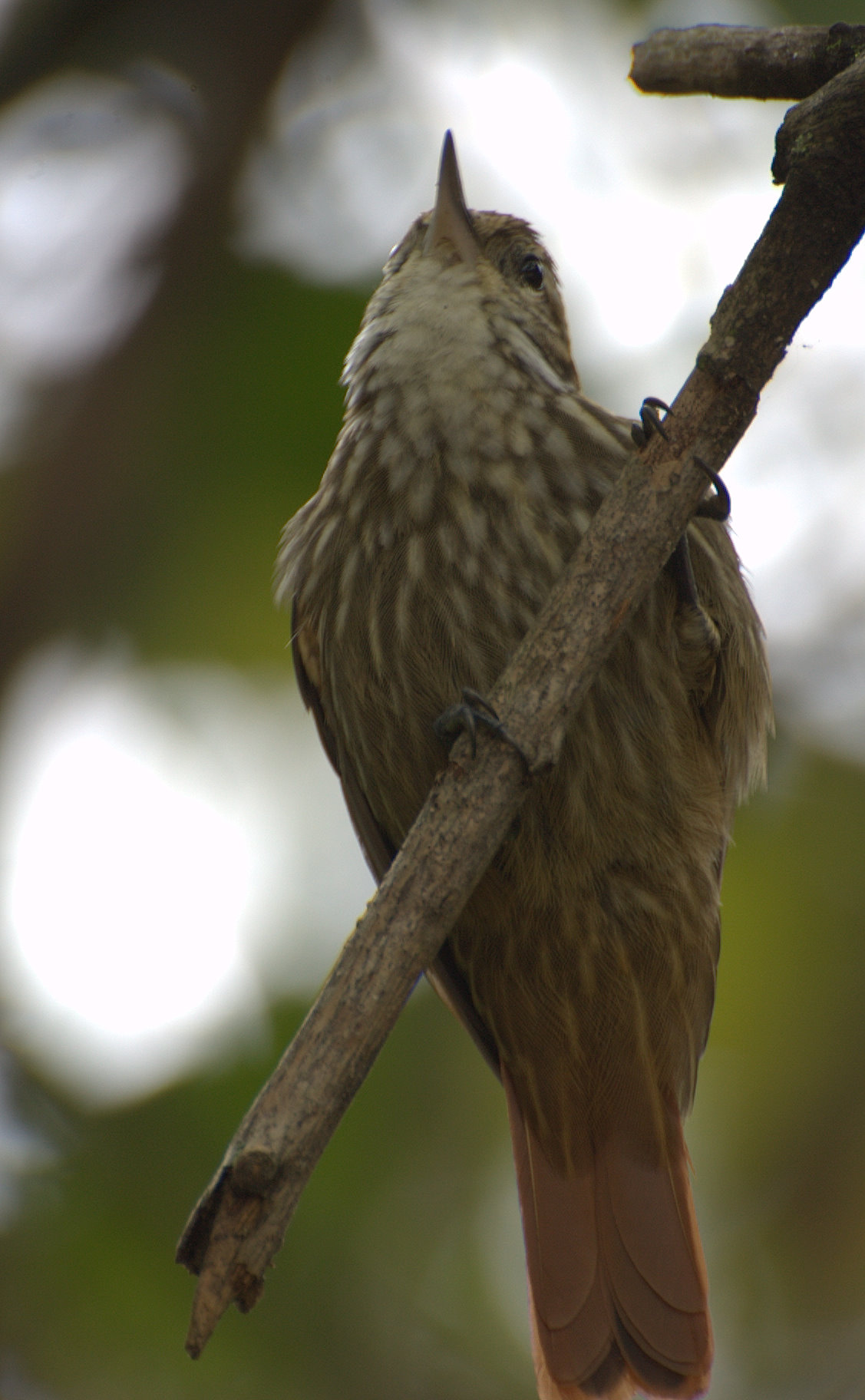